# Campionati americani di pallacanestro 3x3 2022
Il Campionato americano di pallacanestro 3x3 2022 (ufficialmente, in inglese, 2022 FIBA 3x3 AmeriCup) è stata la seconda edizione della competizione internazionale co-organizzata dalla FIBA. È stata ospitata dagli Stati Uniti; si è tenuta dal 4 al 6 novembre 2022 a Miami.
Partecipavano un totale di 24 selezioni nazionali, divise tra torneo maschile e femminile. I vincitori sono stati gli Stati Uniti tra gli uomini e il Canada tra le donne.

## Medagliere
| Categoria | Oro         | Argento    | Bronzo      |
| Uomini    | Stati Uniti | Porto Rico | Brasile     |
| Donne     | Canada      | Brasile    | Stati Uniti |

## Partecipanti

### Uomini
| Pool A - Stati Uniti - Brasile - Guatemala | Pool B - Porto Rico - Argentina - Guyana | Pool C - Canada - Messico - Trinidad e Tobago | Pool D - Rep. Dominicana - Cile - Saint Lucia |

### Donne
| Pool A - Stati Uniti - Guyana - Colombia | Pool B - Canada - Guatemala - Trinidad e Tobago | Pool C - Cile - Argentina - Giamaica | Pool D - Rep. Dominicana - Porto Rico - Trinidad e Tobago |

## Classifica maschile
| Pos.    | Team              | Formazione                                                               |
| ------- | ----------------- | ------------------------------------------------------------------------ |
| Oro     | Stati Uniti       | Stati Uniti 3×35 Fredette, 6 Barry, 9 Maddox, 15 Travis, All. -          |
| Argento | Porto Rico        | Porto Rico 3×34 Díaz, 7 Erazo, 15 Hernández, 30 Matos, All. -            |
| Bronzo  | Brasile           | Template:Brasile maschile pallacanestro 3x3 americano 2022               |
| 4.      | Trinidad e Tobago | Template:Trinidad e Tobago maschile pallacanestro 3x3 americano 2022     |
| 5.      | Rep. Dominicana   | Template:Repubblica Dominicana maschile pallacanestro 3x3 americano 2022 |
| 6.      | Canada            | Canada 3×31 Ogundokun, 3 Johnson, 6 Gill, 7 Jensen-Whyte, All. -         |
| 7.      | Cile              | Template:Cile maschile pallacanestro 3x3 americano 2022                  |
| 8.      | Messico           | Template:Messico maschile pallacanestro 3x3 americano 2022               |
| 9.      | Argentina         | Template:Argentina maschile pallacanestro 3x3 americano 2022             |
| 10.     | Saint Lucia       | Template:Saint Lucia maschile pallacanestro 3x3 americano 2022           |
| 11.     | Guyana            | Guyana 3×33 Smith, 4 D. James, 5 G. James, 10 Thomas, All. -             |
| 12.     | Guatemala         | Template:Guatemala maschile pallacanestro 3x3 americano 2022             |

## Classifica femminile
| Pos.    | Team              | Formazione                                                                  |
| ------- | ----------------- | --------------------------------------------------------------------------- |
| Oro     | Canada            | Canada 3×31 M. Plouffe, 2 K. Plouffe, 3 Crozon, 4 Bosch, All. -             |
| Argento | Brasile           | Template:Brasile femminile pallacanestro 3x3 americano 2022                 |
| Bronzo  | Stati Uniti       | Stati Uniti 3×36 Burton, 10 Hull, 12 Smith, 13 Zimmerman, All. -            |
| 4.      | Colombia          | Template:Colombia femminile pallacanestro 3x3 americano 2022                |
| 5.      | Giamaica          | Template:Giamaica femminile pallacanestro 3x3 americano 2022                |
| 6.      | Rep. Dominicana   | Template:Repubblica Dominicana femminile pallacanestro 3x3 americano 2022   |
| 7.      | Porto Rico        | Template:Porto Rico femminile pallacanestro 3x3 americano 2022              |
| 8.      | Cile              | Template:Cile femminile pallacanestro 3x3 americano 2022                    |
| 9.      | Trinidad e Tobago | Template:Trinidad e Tobago femminile pallacanestro 3x3 americano 2022       |
| 10.     | Argentina         | Argentina 3×32 Peri, 10 Battioni, 15 Fontana, 22 Pérez, All. Sofía Castillo |
| 11.     | Guatemala         | Template:Guatemala femminile pallacanestro 3x3 americano 2022               |
| 12.     | Guyana            | Template:Guyana femminile pallacanestro 3x3 americano 2022                  |